# С љубављу, Винсент (филм)
С љубављу, Винсент (или С љубављу, Винсент: Мистерија Ван Гога, како гласи цео превод наслова на српски језик) је анимирани филм о последњим данима живота чувеног сликара Винсента ван Гога. Уједно је то и први дугометражни анимирани филм за који су фрејмови ручно сликани уљаним бојама на платну, и то у техници коју је користио сам Ван Гог. Филм се базира искључиво на његовим радовима, а сви јунаци су ликови са његових слика.
Режију потписују Дорота Кобијела и Хју Велчман. Винсента ван Гога тумачи пољски глумац Роберт Гулазик а у осталим улогама играју Даглас Бут, Џером Флин, Сирша Ронан, Крис О'Дауд, Ејдан Тарнер и други. Композитор је Клинт Мансел. На анимацији је радило 125 сликара из целог света.

## Радња филма
Радња филма прати догађаје о којима је Ван Гог писао у више од 800 писама, а ослања се и на једну од новијих хипотеза историчара уметности да славни уметник живот није окончао самоубиством, како се до скора сматрало. Сви ликови који се појављују у филму су ликови са Ван Гогових слика и стварне су личности које су постојале у његовом животу, тако да се прича базира на реалним чињеницама. Једини лик који нема референцу на сликама је лик доктора Мазарија. Филм приказује 12 Ван Гоговоих најпознатијих слика, а радња је реузета из 800 писама које је сликар сам написао води до значајних људи и догађаја у времену пре његове неочекиване смрти. Осим ликова анимирани су и ентеријери и екстеријери који постоје на сликама Винсента ван Гога.

## Техничка реализација филма
У стварању филма, који се базира искључиво на радовима Винсента ван Гога и чији су јунаци ликови са његових слика учествовало је 125 сликара, изабраних међу 4.000 уметника из читавог света који су се пријавили за рад на овом пројекту.
На идеју да се уради један овакав филм дошла је Дорота Кобијела, и сама сликарка и награђивана аниматорка, а пројекту се затим придружио и оскаровац Хју Велчман. Редитељка је прво покушала да уради филм у програму који симулира потезе четком, али то није дало задовољавајуће резултате. Зато је одлучено да се цео филм ослика руком, уз мало дораде у постпродукцији. Рад на пројекту трајао је шест година, а укупно је насликано 65.000 фрејмова од којих је сачињен филм. Цео посао одвијао се у једном хангару у Гдањску.
Филм је премијерно приказан на француском Фестивалу независних дугометражних анимираних филмова у Анесију.

## Награде и признања
На Фестивалу независних дугометражних анимираних филмова у Анесију филм је освојио награду публике. Награђиван је широм света, између осталог и на фестивалима у Шангају, Сао Паолу, Ванкуверу итд. На 30. Додели европских филмских награда у Берлину је освојио награду за најбољи европски анимирани дугометражни филм. Номинован је за Златни глобус за најбољи анимирани филм.

## Занимљивости
У раду на филму С љубављу, Винсент учествовало је и двоје српских сликара: Бисерка Петровић и Владимир Винкић.